# Caliente (Nevada)
Caliente es una ciudad ubicada en el condado de Lincoln en el estado estadounidense de Nevada. En el año 2000 tenía una población de 1.123 habitantes y una densidad poblacional de 233,1 personas por km².

## Geografía
Caliente se encuentra ubicada en las coordenadas 37°36′55″N 114°30′51″O / 37.61528, -114.51417.

## Demografía
Según la Oficina del Censo en 2000 los ingresos medios por hogar en la localidad eran de $25.83
, y los ingresos medios por familia eran $38.667. Los hombres tenían unos ingresos medios de $39.500 frente a los $24.688 para las mujeres. La renta per cápita para la localidad era de $20.555. Alrededor del 22,3% de la población estaban por debajo del umbral de pobreza.